# Hirculus platysepalus
Hirculus platysepalus là một loài thực vật có hoa trong họ Saxifragaceae. Loài này được (Trautv.) W.A. Weber miêu tả khoa học đầu tiên năm 1983.